# Mamadou Niang
Mamadou Niang   (Matam, 13 d'octubre de 1979) és un exfutbolista senegalès de la dècada de 2000.
Fou internacional amb la selecció de futbol del Senegal. Pel que fa a clubs, destacà a Strasbourg, Olympique de Marsella i Fenerbahçe SK.